# کنی براون (بازیکن فوتبال)
کنی براون (انگلیسی: Kenny Brown؛ زادهٔ ۱۱ ژوئیهٔ ۱۹۶۷) بازیکن فوتبال اهل بریتانیا است.
از باشگاه‌هایی که در آن بازی کرده‌است می‌توان به باشگاه فوتبال کریستال پالاس، باشگاه فوتبال گیلینگام، باشگاه فوتبال ساوتند یونایتد، باشگاه فوتبال ردینگ، باشگاه فوتبال تیلبوری، باشگاه فوتبال نوریچ سیتی، باشگاه فوتبال میلوال، باشگاه فوتبال بیرمنگام سیتی، باشگاه فوتبال وستهام یونایتد، باشگاه فوتبال هادرزفیلد تاون، باشگاه فوتبال کینگستونیان، و باشگاه فوتبال پلیموث آرگیل اشاره کرد.